# Diana Sokołowska
Diana Sokołowska (* 19. Februar 1996 in Sokółka) ist eine polnische Schwimmsportlerin. Die Freistilschwimmerin war das jüngste Mitglied der 218 Sportler zählenden Polnischen Olympiamannschaft in London 2012 und ist 25 Jahre jünger als der älteste polnische Teilnehmer in London, der Kanute Marek Kolbowicz.
Für das polnische Team qualifizierte sich Diana Sokołowska als Ersatzschwimmerin der 4-mal-200-Meter-Freistilstaffel. Ein Jahr später konnte die für den Verein Juvenia Białystok antretende Athletin als Siebzehnjährige bei den Polnischen Meisterschaften bereits einen zweiten Platz über 200 Meter Kraul erreichen, hinter Justyna Burska und vor Alicja Tchórz.
Einen Landesmeistertitel erhielt sie dann bei den Polnischen Kurzbahnmeisterschaften 2011 über 100 Meter Freistil in 54,54 s vor Katarzyna Wilk und Aleksandra Urbańczyk, während sie bei derselben Veranstaltung über 200 Delfin in 1:00,45 min nur dem Weltstar Otylia Jędrzejczak (58,18) unterlegen war.
Beim Wiederaufstieg der Damenmannschaft Bayer Wuppertals aus der 2. in die 1. Schwimm-Bundesliga im Februar 2016 erzielte die mit Gastrecht ausgestattete Schwimmerin die meisten Punkte vor ihrer Landsfrau Katarzyna Baranowska; unter anderem erreichte sie über die 200 Freistil mit 788 Punkten in 1:59,98 min die schnellste Zeit in dieser Disziplin.